# بول روسيساباجينا
بول روسيساباجينا (بالإنجليزية: Paul Rusesabagina)‏ (مواليد 15 يونيو 1954) هو إنساني رواندي كان مديرا لفندق «لي ميل كولين» برواندا خلال فترة الإبادة الجماعية في البلد، وساهم في انقاذ المئات من التوتسي في فندقه إبان أعمال الإبادة العرقية التي اندلعت عام 1994.
سنة 2004, صدر فيلم بعنوان فندق رواندا يروي قصة بول والفندق. رشح الفيلم لنيل ثلاث جوائز اوسكار منها أحسن ممثل.
يعيش بول روسيساباجينا حاليا في المنفى ببلجيكا حيث أنه يعارض حكومة الرئيس الرواندي بول كاغامه.